# Koskelosaari (ö i Lappland, Östra Lappland, lat 66,55, long 29,38)
Koskelosaari är en ö i Finland. Den ligger i sjön Saarijärvi och i kommunen Salla i den ekonomiska regionen  Östra Lapplands ekonomiska region  och landskapet Lappland, i den nordöstra delen av landet, 700 km norr om huvudstaden Helsingfors. Öns area är 1,3 hektar och dess största längd är 160 meter i öst-västlig riktning.